# Mohamed Amezian
Mohamed Ben Elhaj Mohamed Ben Haddo Ben Ahmed Ben Abdessalam Ben Saleh (Azghenghan, Marokko, 1859 – Adrar Hamam, 1912), beter bekend als Mohand Amezian (Berbers: ⵎⵓⵃⴻⵏⴷ ⴰⵎⴻⵣⵢⴰⵏ, Arabisch: محند امزيان) of Shrief Mohamed Amezian (Berbers: ⵛⵛⵔⵉⴼ ⵎⵓⵃⴰⵎⴻⴷ ⴰⵎⴻⵣⵢⴰⵏ, Arabisch: الشريف محمد امزيان), was een van de eerste Riffijnse strijders die weerstand bood tegen de Spaanse bezetting en vervolging in Noord-Marokko.

## Naam en familie
Shrief Mohamed Amezian, stichter van Zawiyat Azghenghan, dankt de titel Sjarief aan zijn afkomst. Zijn familie beweerde af te stammen van de Hammudiden die onder de Iqer'iyen Berberstam leefden. 'Amezian' betekent simpelweg 'kleine' in het Berbers. Zijn familie creëerde de Zawiya Al Qadiria die ook bekend is bij de Zawiya van Sidi Ahmed ou Abdsalam in Azghenghan. Beide liggen ze in de buurt van Beni Bouifrour en zijn ze een van de vijf takken die de Iqer'iyen stam bevat. De familie van Cherif Mohamed Amezian had een grote invloed op de stam vanwege zijn edele afkomst. De familie onderscheidde zich in sociale communicaties zoals eeuwige verzoeningspogingen, het oplossen van conflicten en het voorkomen van rellen.

## Zijn leven en werk
Volgens de meeste overleveringen is hij geboren in 1859 of 1860. Deze twee jaren dateren terug naar de Tétouan oorlog die de overwinning van Spanje op Marokko getuigde. Hij leerde de Koran uit zijn hoofd in de zawia die door zijn vader in Azghenghan werd geleid. Tussen 1887 en 1891 studeerde hij aan de Al-Qarawiyin moskee in Fez. Na het afronden van zijn studie keerde hij terug naar zijn geboorteplaats, Azghenghan. Hij bleef niet bij de zawia zoals destijds gewoon was en tevens inhield dat zijn inkomen afhankelijk was van geschenken en liefdadigheden. Hij handelde echter in goederen, koeien en vee tussen de Rif en Algerije.
Dankzij zijn hoge integriteit, vroomheid en goede manieren, naast zijn verstand, overtuigingskracht en edele afkomst keerden de meeste Riffijnse immigranten die in de koloniale boerderijen in Algerije werkten aan zijn zijde om door hem en zijn onschendbaarheid beschermd te worden. Ze reisden ook met hem om de gevaren van de reis te vermijden. Onder de Riffijnen was hij bekend als "Azetat", iemand die de veiligheid van de reizigers verzekert. Ze staken met hem de rivier Moulouya over die grote aantallen reizigers had meegevoerd in zijn stroom. Op deze manier legde hij nieuwe contacten en smeedde hij samenwerking met verschillende Riffijnse stammen. De strijd van Mohamed Amezian kan in twee onderdelen worden verdeeld. De confrontatie met Bou Hamara en de weerstand tegen het Spaanse leger.

## Zijn strijd tegen Bou Hamara

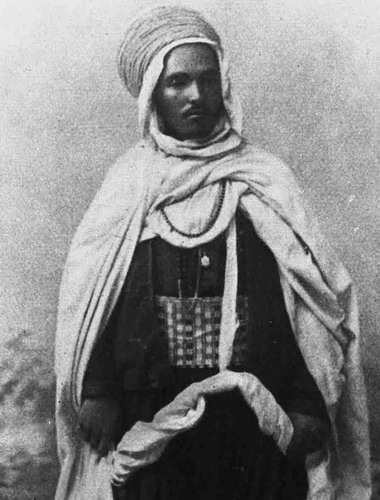
Bou Hamara

Mohamed Amezian was een van de eersten die aandacht schonk aan de samenzwering van Bou Hamara en de buitenlanders tegen de Riffijnen. Hij was vastberaden hem te ontmaskeren door samen met Riffijnse stammen campagnes tegen hen te lanceren. Bou Hamara probeerde hem begin 1907 te arresteren, maar Mohamed Amezian vluchtte naar het Marokkaanse leger bij Melilla. Hij vocht mee met zijn soldaten toen zij probeerden de opstand van Bou Hamara in het oostelijke gebied te onderdrukken. De reusachtige aantallen waar Bou Hamara over beschikte versloegen de zwakkere Makhzen in 1907. De rest van het leger inclusief Sjarief Mohamed Amezian zocht toevlucht in Melilla in begin 1908.
Tijdens de overheersing van Bou Hamara over de oostelijke Rif stichtte hij een Spaanse en een Franse autoriteit om het ijzer en lood te vervoeren uit de mijnen in Beni Bouifrour. Daarvoor werden twee spoorweglijnen tussen de mijnen en Melilla aangelegd. Na de verpletterende nederlaag van Bou Hamara door de Ait Waryaghar stam keerde hij teruggekeerd naar het oosten. Daar zag Bou Hamara in oktober 1908 bitter toe hoe de oostelijke Riffijnse stammen Sjarief Mohamed Amezian unaniem hadden gekozen als hun leider. De stammen belemmerden de uitbating van mijnen en de spoorwegprojecten van Bou Hamara. Zo werd Bou Hamara gedwongen zich terug te trekken uit Selouane aan het einde van 1908.

## De Riffijnse weerstand tegen Spaanse kolonisatie

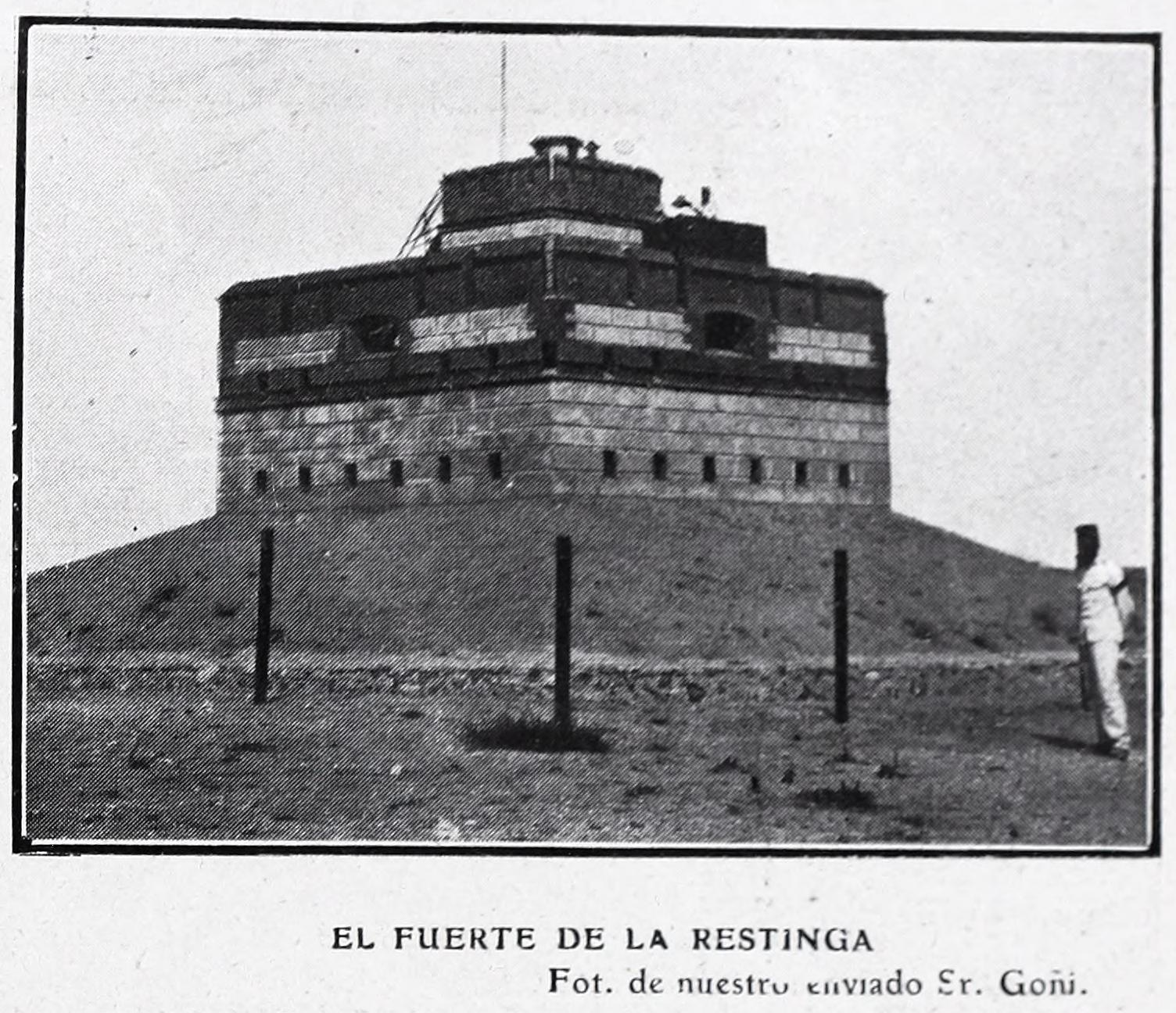
Het fort van Restinga

Spanje profiteerde van de opstand van Bou Hamara, de anarchieën in het oostelijk gebied en de bestaande vijandelijkheid die tussen Riffijnse stammen. In februari en maart van 1909 bezetten de Spanjaarden Kariat Arekmane (Restinga) en Sidi El Bachir (Ras El Ma). De aanleg van de spoorwegen werd hervat en de mijnen werden weer uitgebaat. Spanje haalde ook voordeel uit de groeiende invloed van bondgenoten in het gebied. Deze stammen werden gefinancierd en voorzien van de nieuwste artillerie. Ze steunden de Spaanse invallen openlijk en probeerden zelfs stammen van de voordelen van de Spaanse invallen te overtuigen. 
Amezian verzette zich vurig tegen de Spaanse invasie en weigerde alle aanbiedingen van de militaire bestuurder van Melilla generaal José Marina Vega. Hij ontmoette de Riffijnse stammen en vergaderde met onder andere Fqih Mohamed Hadou Al Azzouzi over de weerstandkwestie. Sjarief Mohamed Amezian moest wachten tot het einde van het landbouwseizoen. Dan hadden de boeren hun gewassen verbouwd en keerden seizoensarbeiders terug uit Algerije. Op 9 juli 1909 viel de oppositie Sidi Moussa aan en kwam er een eind aan de verschillende meningen en aarzeling die onder de stammen heersten. 
Spanje verloor in deze oorlog een kolonel, een luitenant, twee eerste luitenants, een kapitein en meer dan 40 soldaten. Daarnaast waren er ook nog eens 234 gewonde soldaten van verschillende rangen. Op 27 juli 1909 in de strijd van "Ighzar 'n Ouchen" 4 km van Melilla versterkte Spanje zijn troepenmacht onder het leiderschap van generaal Guillermo Pintos Ledesma naar meer dan 46 duizend soldaten en officieren met de nieuwste artillerie. Generaal Pintos sneuvelde samen met 700 soldaten.
Deze nederlaag heeft het Spaanse leger dat met meer dan 40 duizend soldaten onder het leiderschap van de generaals Alfau, Tovar en Morales niet afgeschrikt. Op 20 september 1909 vallen ze het gebied van de Bni Chiker stam aan. Met als gevolg nog een nederlaag in de Ijdyawen. De Spaanse troepen konden ondanks hun grote aantallen niet in de weg staan van de sterke wil van de Imjahden (strijders) onder het leiderschap van Mohamed Amezian.
De organisatie van de Riffijnse weerstand in deze periode werd door een geweldige structuur gemarkeerd. Elke Riffijnse stam leverde mannen om zo permanent het bolwerk van Imjahden te bemannen. Elke stam was vrij in de organisatie en het vervangen van zijn mannen en om hen van munitie te voorzien. De mannen in het bolwerk ontstaken ‘s nachts het vuur als zij de voortekens van vijandige aanvallen waarnamen. Bij het zien van het vuur bij een andere stam ontstaken zij eveneens het vuur zodat alle stammen zich ervan bewust zijn dat zij zich moeten haasten naar de frontlinies van Imjahden om deel te nemen aan de strijd.
Hij sneuvelde in 1912 bij een verkenning te Adrar Hamam bij Mellila toen de Fuerzas Regulares Indigenas hem bij verrassing aanvielen. De Spaansgezinde soldaten voerden zijn lijk mee en stelden het ten toon om de plaatselijke bevolking af te schrikken. Nadien werd zijn lijk begraven te Beni Bouifrour. Amezian ligt nu begraven op de grond van de moskee in het door hem gestichte Azghenghan.